# Toni Storm
Toni Rossall (Auckland, 19 de outubro de 1995), mais conhecida pelo nome de ringue Toni Storm, é uma lutadora de wrestling profissional neozelandesa-australiana. Ela atualmente trabalha para a All Elite Wrestling (AEW), onde é a atual Campeã Mundial Feminina da AEW em seu quarto reinado recorde. Ela trabalhou anteriormente para a WWE, onde foi Campeã Feminina do NXT UK.
Storm ganhou atenção pela primeira vez na WWE por suas apresentações em 2017 e 2018 no torneio Mae Young Classic. Ela avançou para as semifinais do torneio em 2017 e venceu em 2018 no Evolution, o primeiro PPV feminino da WWE. Ela então se apresentou nas marcas NXT UK, NXT e SmackDown antes de seu despedimento em 2021. Além da WWE, ela se apresentou na promoção japonesa Stardom, onde se tornou a primeira lutadora não japonesa a deter o World of Stardom Championship. Ela também conquistou o SWA World Championship da Stardom possuíndo o reinado mais longo da história com 612 dias. Na promoção britânica Progress Wrestling, ela conquistou o Progress Women's Championship. Na promoção alemã Westside Xtreme Wrestling (wXw), ela conquistou o wXw Women's Championship duas vezes.

## Início da vida
Toni Rossall nasceu em Auckland em 19 de outubro de 1995, e mudou-se para Gold Coast da Austrália com sua mãe aos quatro anos de idade, quando seus pais se separaram. Aos 10 anos, enquanto morava na Gold Coast, ela descobriu a WWE na televisão e desenvolveu um interesse pelo wrestling profissional.

## Carreira no wrestling profissional

### Início da carreira
Rossall começou a treinar na afiliada australiana da promoção neozelandesa Impact Pro Wrestling (não confundir com a promoção americana Impact Wrestling) e estreou na empresa sob o nome de Storm (que mais tarde ela mudou para Toni Storm) em 9 de outubro de 2009, quando ela tinha 13 anos. Após cinco anos aprimorando suas habilidades com a Impact, ela decidiu aos 18 anos que queria receber mais treinamento para se tornar uma lutadora melhor e obteve permissão de sua mãe para se mudar para a Inglaterra e morar com sua avó em Liverpool. Enquanto estava lá, ela treinou com Dean Allmark. Ela então começou a trabalhar internacionalmente em países como Finlândia, França, Alemanha e Espanha. Ela participou de um acampamento de teste da WWE em Melbourne durante a turnê australiana de 2014 da WWE, e participou de outro acampamento de teste em Manchester durante a turnê de 2015 da WWE no Reino Unido.

### Progress Wrestling (2015–2018)
Storm fez sua estreia na Progress Wrestling em 14 de abril de 2015, sendo derrotada por Elizabeth. Em maio de 2017, ela se tornou a primeira Campeã Feminina da Progress depois de derrotar Jinny e Laura Di Matteo em uma luta three-way. Esta luta marcou a primeira vez que lutadoras femininas competiram no evento principal de um evento da Progress. Ao longo do ano, Storm defendeu com sucesso o título inúmeras vezes contra adversários como Kay Lee Ray, Laura Di Matteo e Candice LeRae. Ela perdeu o título para Jinny no Chapter 69: Be Here Now.

### World Wonder Ring Stardom (2016–2018)
Em 2016, Storm começou a trabalhar para a promoção japonesa Stardom, onde conquistou o SWA World Championship em 24 de julho. Em 2 de outubro de 2016, a Stardom anunciou oficialmente que Storm havia assinado com a promoção. Depois de vencer o Cinderella Tournament de 2017, Storm também venceu o GP 5★Star de 2017 em 18 de setembro, tornando-se a primeira lutadora a vencer os dois torneios no mesmo ano. Em 24 de setembro, Storm se tornou a nova Campeã Mundial da Stardom em uma finalização não planejada, quando Mayu Iwatani foi legitimamente ferida durante uma defesa de título contra ela, levando o árbitro a interromper a luta e conceder o título a Storm. Em 9 de junho de 2018, Kagetsu derrotou Storm em uma luta pelo título, encerrando seu reinado em 258 dias.

### WWE (2017–2021)
Em 16 de junho de 2017, a WWE anunciou Storm como uma das quatro primeiras participantes do Mae Young Classic. Storm entrou no torneio em 13 de julho, derrotando Ayesha Raymond na primeira rodada. No dia seguinte, Storm derrotou Lacey Evans na segunda rodada e Piper Niven nas quartas de final, antes de ser eliminada do torneio nas semifinais por Kairi Sane. Em 9 de maio de 2018, Storm foi anunciada para o United Kingdom Championship Tournament. Em 24 de maio, Storm assinou um contrato com a WWE. Em 18 de junho no  United Kingdom Championship Tournament, Storm derrotou Killer Kelly e Isla Dawn em uma luta Triple Threat para se tornar a desafiante nº 1 ao NXT Women's Championship. No dia seguinte, no NXT UK Championship, Storm foi derrotada pela defensora do NXT Women's Champion Shayna Baszler. Meses depois, ela participou do segundo Mae Young Classic, torneio que venceu ao derrotar Io Shirai no WWE Evolution.
Ela também participou de um torneio para coroar a primeira Campeã Feminina do NXT UK, mas perdeu para Rhea Ripley. Em uma revanche em 12 de janeiro de 2019 no NXT UK TakeOver: Blackpool, Storm derrotou Ripley para vencer o título. Ela reinou como campeã até 31 de agosto de 2019 no NXT UK TakeOver: Cardiff, onde Storm perdeu seu título para Kay Lee Ray, encerrando seu reinado em 230 dias.
Em 24 de novembro de 2019, na sessão de perguntas e respostas pós-show do TakeOver: WarGames com Triple H, Storm foi anunciada como parte da equipe feminina do NXT para o Survivor Series pela capitã Rhea Ripley. No Survivor Series, Storm foi eliminada por submissão por Natalya e Sasha Banks. No NXT UK TakeOver: Blackpool II, Storm competiu sem sucesso em uma luta Triple Threat pelo NXT UK Women's Championship contra Kay Lee Ray e Piper Niven. Storm participou da luta Royal Rumble feminina no pay-per-view homônimo e entrou em # 20, mas foi eliminado por Shayna Baszler. Storm lutou sua última luta na marca em 27 de fevereiro de 2020 no episódio do NXT UK, perdendo para Kay Lee Ray em uma luta "I Quit".
Após um hiato de 8 meses, em 4 de outubro de 2020 no TakeOver 31, Storm voltou ao NXT após a luta pelo NXT Women's Championship entre Io Shirai e Candice LeRae. Ela então se juntou à equipe de Candice LeRae com Dakota Kai, e Raquel González para o TakeOver: WarGames, tornando-se heel. No Royal Rumble, ela entrou como #7 e foi eliminada por Rhea Ripley. Ela então competiu em uma luta Triple Threat pelo NXT Women's Championship envolvendo Mercedes Martinez e a atual campeã Io Shirai no TakeOver: Vengeance Day mas não conseguiu vencer. No episódio de 10 de março de 2021 do NXT, Storm desafiou Shirai pelo título, onde ela novamente não teve sucesso.
Storm estreou no SmackDown no episódio de 23 de julho como uma face, derrotando Zelina Vega. Ela foi então derrotada por Vega durante o torneio Queen's Crown na primeira rodada. Ela participou da luta Survivor Series de eliminação 5 contra 5 no Survivor Series; eliminando Carmella e Vega, mas foi eliminada por Liv Morgan. Storm então começou um rivalidade com a Campeã Feminina do SmackDown Charlotte Flair, com Storm vencendo sua primeira luta por desqualificação. Ela então recebeu sua oportunidade pelo título na edição da véspera de Natal do SmackDown mas foi derrotada. Esta foi sua última aparição na televisão na WWE; na semana seguinte, em 29 de dezembro de 2021, Storm solicitou a rescisão de seu contrato com a WWE e foi imediatamente concedido. Em uma entrevista com Renee Paquette seis meses depois, ela explicou os motivos que levaram à sua saída da empresa e disse: "Eu não me senti tão apreciada. E eu apenas senti que [a WWE], às vezes, 'não têm muito respeito por mim. Eu sinto que, com o tempo, eles acabaram com meu amor pelo wrestling. Simplesmente não era mais wrestling. Você nem tem permissão para dizer 'wrestling'."

### All Elite Wrestling (2022–presente)

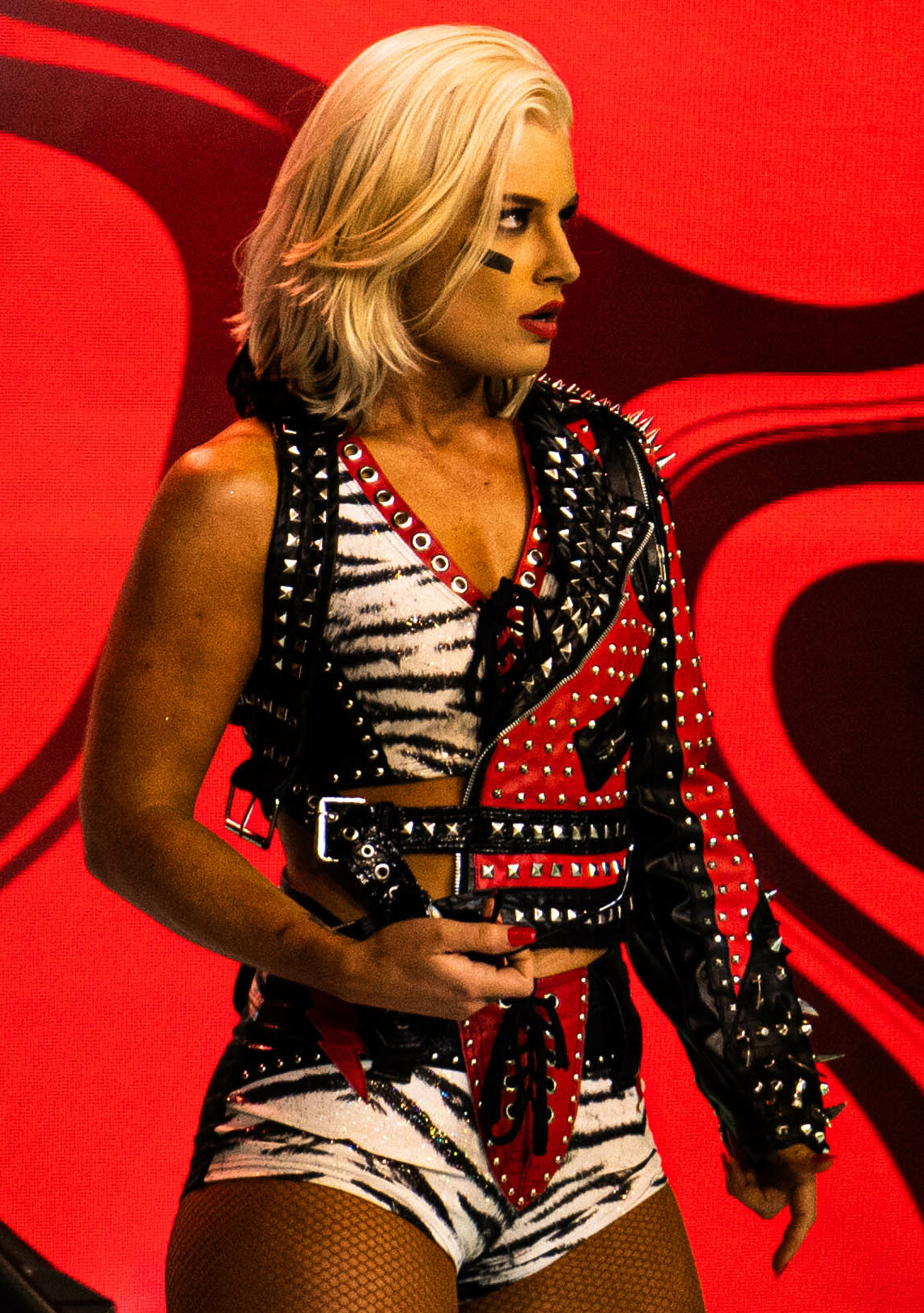
Storm no AEW x NJPW: Forbidden Door em junho de 2022

Storm fez sua estreia na AEW em 30 de março de 2022 no episódio do Dynamite como participante da luta de qualificação para o Owen Hart Foundation Women's Tournament, derrotando The Bunny. A AEW então anunciou que Storm assinou com a empresa. Storm derrotou Jamie Hayter nas quartas de final do torneio, e foi derrotada por Britt Baker nas semifinais. No episódio especial Road Rager do Dynamite, Storm derrotou Baker em uma revanche para desafiar a Campeã Feminina da AEW Thunder Rosa pelo título no AEW x NJPW: Forbidden Door mas foi derrotada. No All Out, Storm derrotou Baker, Hayter e Hikaru Shida em uma luta four-way para se tornar a Campeã Mundial Feminina interina da AEW. Ela então defendeu seu título contra Athena, Baker e Serena Deeb no Grand Slam. Ela perdeu o título em uma luta contra Hayter no Full Gear. No episódio seguinte do Dynamite, a AEW reconheceu o reinado de Storm como linear devido à perda do título por Rosa.
No episódio de 11 de janeiro de 2023 do Dynamite, Storm se juntou a Saraya em uma derrota para Hayter e Baker. Shida acidentalmente ajudou o time adversário com seu bastão de kendo, onde Baker foi capaz de capitalizar, permitindo que Hayter imobilizasse Storm para a vitória. Na semana seguinte, Storm e Saraya turnaram heel quando atacaram Willow Nightingale e começaram a atacar o talento local da AEW. No Revolution, após Hayter derrotar Ruby Soho e Saraya, Soho atacou Hayter e Baker alinhando-se oficialmente com Storm e Saraya. Em 10 de março, o grupo tornou-se oficialmente conhecido como The Outcasts. No mês seguinte, elas continuaram uma seqüência de vitórias contra o talento local, enquanto os humilhavam com sua marca registrada.

## Títulos e prêmios
- All Action Wrestling
  - AAW Women's Championship (1 vez)[68]
- All Elite Wrestling
  - AEW Women's World Championship (4 vezes, atual)[69]
- British Empire Wrestling
  - BEW Women's Championship (1 vez)[70]
- Pro Wrestling Alliance Queensland
  - PWAQ Women's Championship (1 vez)[71]
  - PWAQ Women's Underground Championship (1 vez)[72]
- Pro Wrestling Illustrated
  - A PWI colocou Storm na 13ª posição das 100 melhores lutadoras na PWI Women's 100 em 2019[73]
- Progress Wrestling
  - Progress Women's Championship (1 vez)[74]
  - Natural Progression Series IV[74]
- Sports Illustrated
  - A Sporst Illustrated colocou Storm na 7ª posição das 10 melhores lutadoras em 2018[75]
- Westside Xtreme Wrestling
  - wXw Women's Championship (2 vezes)[76]
  - Femmes Fatales (2017)[77]
- World Wonder Ring Stardom
  - SWA World Championship (1 vez)[78]
  - World of Stardom Championship (1 vez)[79]
  - 5★Star GP (2017)[80]
  - Cinderella Tournament (2017)[81]
  - Stardom Year-End Awards (1 vez)
    - MVP Award (2017)[82]
- WWE
  - NXT UK Women's Championship (1 vez)[83]
  - Mae Young Classic (2018)[84]